# Crna vrana
Crna vrana (lat. Corvus corone corone) jedna je od dvije podvrste vrste vrana. Spada u porodicu vrana. Za razliku od druge podvrste vrana, sive vrane koja je najčešća u Istočnoj, nastanjuje Zapadnu Europu.
Od druge podvrste razlikuje se prije svega bojom. Potpuno je crna, no inače su ove dvije podvrste dovoljno slične, da sa sivim vranama mogu imati plodno potomstvo. Od običnog gavrana najviše se razlikuje manjim kljunom i ravnim repom. Prosječno je duga 46 cm, a raspon krila imaju oko 85 cm.
Nastanjuje sve vrste otvorenijeg zemljišta, no vrlo je česta i u gradovima, vrtovima i poljima. Spada u vrste koje rado slijede ljude (hemerofili), navikle na njih, no suzdržana je i vrlo oprezna. Iako društvena ptica, i rado tvori manja ili veća jata, gnijezdi se uvijek podalje od drugih i u tom razdoblju je teritorijalna ptica. Gnijezdo gradi od grančica pri vrhovima stabala, no za razliku od svraka, gnijezdo im je zaklonjenije.
Kao i sve druge vrste te porodice, tipičan je oportunist (svežder), tako da dobro koristi svaku priliku. Pored toga, i pljačkaš je gnijezda drugih ptica, kradući pri tome kako jaja tako i mladunce iz njih.

## Vanjske poveznice
|  | Zajednički poslužitelj ima stranicu o temi Crna vrana |
|  | Wikivrste imaju podatke o taksonu Vranama             |